# Цепляев, Никита Фёдорович
Ники́та Фёдорович Цепля́ев (28 мая (9 июня) 1891 (по метрической книге — 1 июня по «старому стилю»), село Княжево, Енотаевский уезд, Астраханская губерния, Российская империя — 2 января 1971, Астрахань, СССР) — российский и советский военный деятель, генерал-майор.
Цепляев происходил из Астраханской губернии, в юности работал в рыбопромысловой артели. В 1912 году был призван в конную артиллерию РИА, где к демобилизации в 1917 году дослужился до чина прапорщика. По возвращении домой работал в подполье, участвовал в партийной деятельности, руководил формированием отрядов Красной гвардии, во главе одного из которых вступил в Красную армию. Принимал участие в Гражданской войне, за действия в ходе которой был дважды награждён высшей наградой РСФСР — орденом Красного Знамени. После войны был военным советником в Китае.
В межвоенный период работал на различных руководящих должностях в зверо- и рыбозаготовительной отраслях, основал Октябрьский рыбоконсервный комбинат на Камчатке. С началом Великой Отечественной войны вступил в ополчение и стал командующим дивизии в звании полковника, а позднее бригады, за умелое руководство которой 17 ноября 1942 года ему было присвоено звание генерал-майора. Весной 1943 года он был переведён на должность командира запасной дивизии, далее до демобилизации в 1946 году состоял на тыловых должностях.
Умер в 1971 году в Астрахани. Был награждён двумя орденами Ленина, двумя орденами Красного Знамени, двумя орденами Красной Звезды, орденом Суворова 2 степени, а также несколькими медалями.

## Биография

### Ранние годы
Никита Цепляев родился 28 мая (9 июня) 1891 (по метрической книге - 1 июня по "старому стилю") в селе Княжево Астраханской губернии в русской семье. Родители - крестьяне села Княжево: Фёдор Елисеевич и Агафья Карповна. Подростком стал работать в рыбацкой артели местного рыбопромышленника.

### Военная служба
В ноябре 1912 годе Цепляев был призван на военную службу, которую начал в звании канонира 2-й конно-артиллерийской батареи 3-го кавказского корпуса во Владикавказе[уточнить]. В 1913 году, после окончания учебной команды, проходил службу в звании сначала младшего, а позднее — старшего фейерверкера. С началом Первой мировой войны убыл с подразделением в составе 2-го кавалерийского полка 21-й кавалерийской бригады[уточнить] на Юго-западный фронт. В 1915 году, после сдачи в Киевской артиллерийской школе[уточнить] экзамена на прапорщика, Цепляев был назначен командиром эскадрона[уточнить], в этой должности проходил службу до демобилизации в августе 1917 года.
По возвращении с фронта Цепляев находился на подпольной работе в Енотаевском уезде, состоял членом уездного и губернского комитетов ВКП(б), участвовал в организации Красной гвардии и местных партизанских отрядов. В 1918 году стал председателем Енотаевского уездного ревкома, позднее — членом уездного исполкома. С февраля занимал должности начальника штаба Енотаевского отряда Красной гвардии и комиссара продовольствия губернского совдепа, а в сентябре вместе с отрядом влился в Красную армию и стал командиром 3-го отдельного артиллерийского дивизиона 50-й стрелковой дивизии Восточного фронта. Принимал участие в боях на Уральском фронте в составе Шипо-Дилкульской группы войск.
В сентябре 1919 года Цепляев стал командиром 22-й кавалерийской бригады 22-й стрелковой дивизии, в составе которой 10 октября 1919 года под хутором Вешний на Урале Цепляев вывел свою батарею из окружения без потерь, за что был награждён первым орденом Красного Знамени. В мае принимал участие в боевых действиях против отряда Фостикова под Армавиром. За бои возле станиц Петровская и Староджерелиевская и хутора Новониколаевский при ликвидации десанта Улагая в августе 1920 года Он был награждён вторым орденом Красного Знамени.
В октябре 1921 года Никита Цепляев был назначен командующим ЧОН Астраханской губернии, а с февраля 1922 года — Томской и Енисейской губерний. С мая 1924 по май 1925 года обучался на курсах усовершенствования высшего комсостава при Военной академии РККА.
С мая 1925 по февраль 1926 года Цепляев был прикомандирован ко 2-й народной армии. По возвращении он получил назначение начальником Павловского артиллерийского склада, а с 16 октября исполнял должность начальника Центральных мастерских Артиллерийского управления Красной армии, пока по личной просьбе в октябре 1929 года не был уволен в запас.

### В запасе
До 1932 года Цепляев был управляющим зверобойным Каспийским трестом, после — уполномоченным Волго-Каспийского рыбного треста в Ленинградском союзе потребительских обществ по Северному Кавказу. В феврале 1933 года он получил назначение на должность начальника снабжения Аэрофлота в Москве. В январе 1934 года Никита Цепляев был направлен в Петропавловск-Камчатский для организации рыбоконсервного комбината в устье реки Большой. В июле 1936 года он был переведён на должность уполномоченного Сахалинского рыбтреста. С 1938 года Цепляев стал техническим директором на рыбзаводах посёлков Мумра и Оранжереи, а с 1939 года — управляющим заготовительной конторой Харабалинского консервного завода Астраханского округа и управляющий конторой «Заготскот» Сталинградской области.

### Великая Отечественная война
Когда началась Великая Отечественная война, Никита Фёдорович Цепляев вступил в народное ополчение Сталинградской области и с 14 июля 1941 года стал командующим Сводной Донской казачьей дивизии в звании полковника. В декабре он был назначен командиром 13-й Кубанской казачьей кавалерийской дивизии, которая дислоцировалась в станице Тбилисская. 14 июня 1942 года он занял должность командующего 40-й отдельной Особой мотострелковой бригады в составе 18-й армии Северо-Кавказского фронта. Бригада была сформирована на базе 72-й кавалерийской дивизии, поэтому часть военнослужащих носила казачью форму, а саму бригаду часто называли «пластунской».
С 12 по 30 июля бригада располагалась в районе станицы Корсунская, где происходило сколачивание подразделений, а к 1 августа была выведена севернее Армавира для участия в Армавиро-Майкопской операции. В августе 1942 года бригада под его командованием совершила марш через перевал для соединения с остальными частями фронта. Марш проходил в особо тяжёлых условиях.
4 сентября фронт был преобразован в Черноморскую группу войск Закавказского фронта, которая сразу же приняла участие в Туапсинской оборонительной операции. После этого бригада была передана в состав 46-й армии и вела бои в районе станицы Троицкая. За время боёв в 1942 году 40-я бригада уничтожила 18 танков, 9 бронетранспортеров, 33 автомашины, 3 минометные батареи, 3 вражеских самолета и более 3 батальонов пехоты, за что была награждена орденом Красного Знамени, а сам Цепляев получил орден Ленина, а ещё в ходе боёв, 17 ноября, приказом СНК №1874 ему было присвоено звание генерал-майора.
С января 1943 года бригада принимала участие в Краснодарской операции. Сам Цепляев 12 марта был переведён и до 31 мая командовал стоявшей на доукомплектовании в Миллерово 236-й стрелковой дивизией Северо-Кавказского фронта, после состоял в распоряжении ГУК НКО, пока в конце июня не стал начальником Управления военно-конных заводов Красной армии. 14 февраля 1944 года по личной просьбе был освобождён от должности и к началу марта стал командиром 15-й запасной стрелковой бригады СКВО, позже преобразованной в дивизию, но уже 23 июня он был освобождён от должности «по несоответствию» и получил назначение начальником военной кафедры Саратовского государственного университета. 11 апреля 1945 года Никита Фёдорович Цепляев был откомандирован с оставлением в кадрах Красной армии в распоряжение Наркомата мясной и молочной промышленности СССР, где исполнял должность заместителя начальника Главного управления по заготовкам.

### Послевоенная жизнь
Никита Фёдорович Цепляев был уволен в запас в мае 1946 года и умер 2 января 1971 года в Астрахани.

## Награды
- Два ордена Ленина[3]:
  - №9411, награждён указом ПВС СССР от 13 декабря 1942 года[7], вручён 7 января 1943 года;
  - №393700, награждён указом ПВС СССР от 28 октября 1967 года.
- Два ордена Красного Знамени РСФСР[3]:
  - №3096, награждён указом РВСР №483 от 3 октября 1920 года;
  - №3730, награждён указом № 511 РВСР за 1919 год, указом №478 от 24 сентября 1920 года[8] заменён на орден №349 с пометкой «2».
- Орден Суворова 2 степени №112, награждён указом ПВС СССР от 8 февраля 1943 года[3].
- Два ордена Красной Звезды[3]:
  - №43098, награждён приказом войскам Северо-Кавказского фронта №0171 от 19 июля 1942 года[9];
  - №1153002, награждён указом ПВС СССР от 3 ноября 1944 года «За выслугу лет в Красной армии и Военно-морском флоте».
- Медали.

## Память
В честь Никиты Фёдоровича Цепляева названы улицы в Енотаевке и посёлке Октябрьский Камчатского края, а также в Краснодаре.